# Boerentoren
Boerentoren, původním názvem Torengebouw, v současnosti KBC Tower, je výšková budova v belgickém městě Antverpy. Jde o jeden z prvních evropských mrakodrapů. Postaven byl v letech 1929 až 1932 a původně měřil 87,5 metru (v současnosti je to, díky přístavbě z roku 1976, 95,8 metru). Dosud je nejvyšší obývanou budovou ve městě a druhým nejvyšším objektem vůbec (po věži Katedrály Panny Marie). Do roku 1960 byl nejvyšší budovou v celé Belgii. Byl postaven ve stylu art deco a jeho architektem byl Jan Van Hoenacker.